# Gortina (Arcadia)

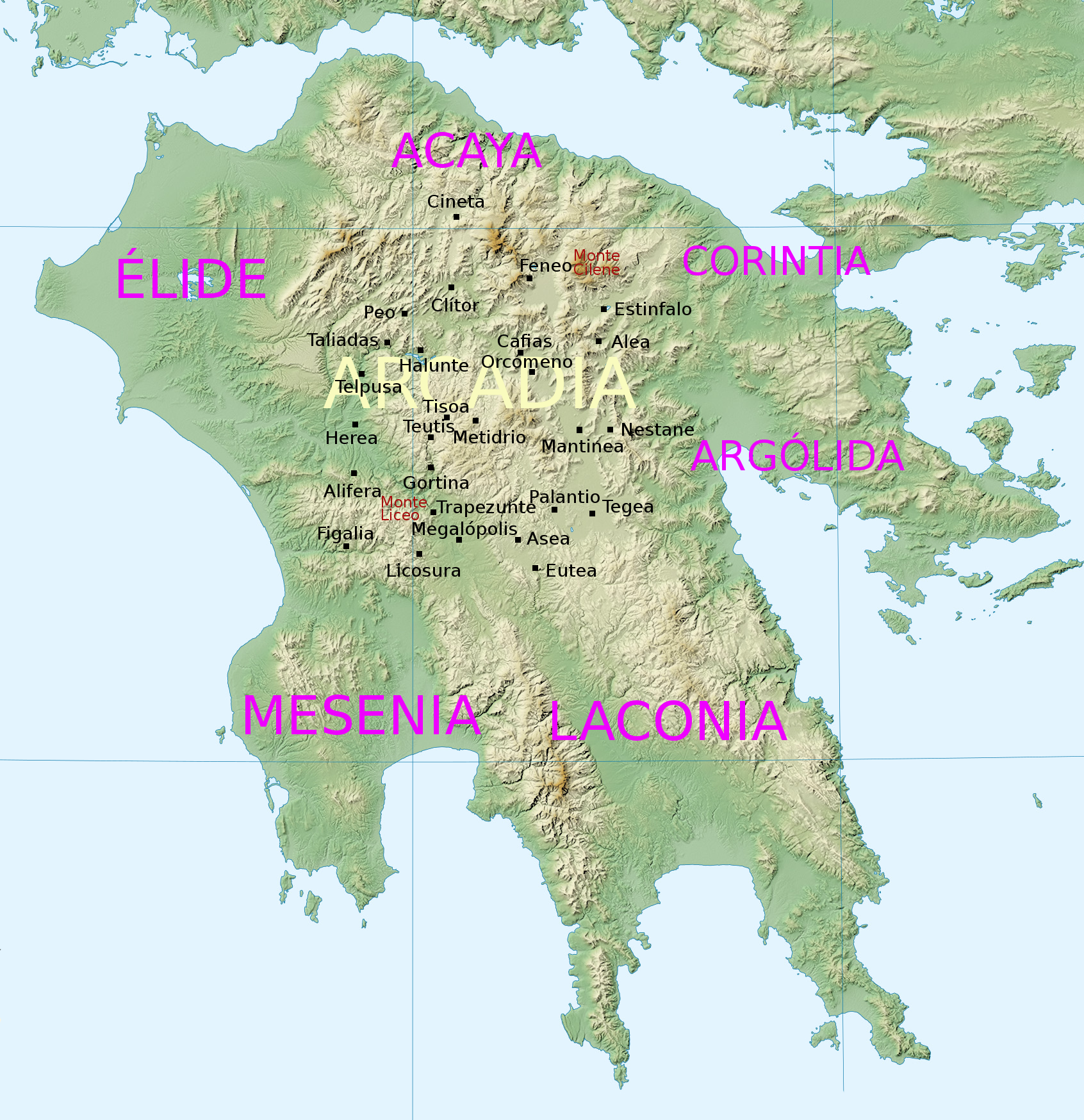
Mapa del Peloponeso con la situación de algunas de las principales ciudades de la antigua Arcadia. Gortina se ubicaba en la zona central.

Gortina (en griego, Γόρτυνα, Γόρτυς) fue una ciudad de Arcadia en el distrito de Cinuria, cerca del nacimiento del río Gortinio o Lusio, afluente del río Alfeo.
La leyenda atribuye su fundación a Gortis, hijo de Estínfalo. Pausanias la describe como una aldea que había sido una gran ciudad. Una parte de sus habitantes fueron trasladados a Megalópolis, cuando esta ciudad se fundó en el 371 a. C., pero Gortina subsistió y Polibio menciona que fue conquistada por Eurípidas, el general de Elis, durante la guerra social (219 a. C.); en esta época dependía de Telpusa y tenía un templo de Asclepio, de mármol pentélico, con las estatuas de Asclepio e Higía hechas por Escopas. La tradición decía que en este templo Alejandro Magno había realizado la ofrenda de su escudo y su lanza a Asclepio.
Sus ruinas se hallan cerca de la villa de Atsícolo, entre Dimitsana y Karitanea. Las partes esenciales son la puerta principal y las murallas de bloques poligonales. El Asclepeion, del que quedan algunos restos, está al suroeste de la acrópolis.